# Йоанна Сулей
Йоа́нна Суле́й (пол. Joanna Sulej; *30 червня 1984, Лосиці, Мазовецьке воєводство, Польща) — польська фігуристка, що виступає у парному спортивному фігурному катанні в парі з Матеушом Хрушчинським, разом з яким є дворазовою чемпіонкою з фігурного катання Польщі (2009 і 2010), виступали на Чемпіонатах Європи та світу з фігурного катання, не потрапляючи до чільної десятки. 
Йоанна Сулей є також дворазовою чемпіонкою Польщі серед юніорів у одиночному катанні (2005 і 2006 роки).

## Кар'єра
Йоанна Сулей почала кататися на ковзанах у 7-мирічному віці. 
До 2006 року виступала в одиночному розряді, двічі ставши чемпіонкою країни серед юніорів. Однак, на міжнародній арені показувала невисокі результати. Після сезону 2005/2006 перейшла у парне катання. Першим партнером був Мацей Левандовський, але у змаганнях ця пара участі не брала.
У березні 2008 року Йоанна встала у пару з Матеушом Хрушчинським, що так само спершу був одиночником. Фігуристи тренуються у Варшаві в матері Матеуша Івони Мильдаж-Хрушчинської. 
У вересні 2009 року, посівши на турнірі «Nebelhorn Trophy»—2009 10-те місце, вони вибороли для Польщі одну ліцензію у парному катанні на олімпійському турнірі з фігурного катання (Зимові Олімпійські ігри 2010, Ванкувер, Канада), де посіли 18-те місце.

## Спортивні досягнення

### у парному катанні
(з Хрушчинським)
| Сезони/Змагання                             | 2008/2009 | 2009/2010 |
| ------------------------------------------- | --------- | --------- |
| Зимові Олімпійські ігри                     |           | 18        |
| Чемпіонати світу з фігурного катання        | 19        |           |
| Чемпіонати Європи з фігурного катання       | 15        | 14        |
| Чемпіонати Польщі з фігурного катання       | 1         | 1         |
| Турніри: «Nebelhorn Trophy»                 |           | 10        |
| Етапи юніорського Гран-Прі, Велика Британія | 14        |           |

### у одиночному катанні
| Сезони/Змагання                       | 2002/2003 | 2003/2004 | 2004/2005 | 2005/2006 |
| ------------------------------------- | --------- | --------- | --------- | --------- |
| Чемпіонати Польщі з фігурного катання | 2N.       | 2N.       | 1J.       | 1J.       |
| Етапи юніорського Гран-Прі, Україна   |           |           | 22        |           |
| Етапи юніорського Гран-Прі, Румунія   |           |           | 18        |           |
| Турніри: «Warsaw Cup»                 |           |           | 3J.       | 3J.       |
| Турніри: «Nestle Kangus Cup»          |           | 2J.       |           |           |

- N = рівень новачків; J = юніорський рівень